# Paul Guigou
Paul Guigou (Villars, 15 febbraio 1834 – Parigi, 21 dicembre 1871) è stato un pittore francese.

## Biografia
Paul-Camille Guigou nacque nel 1834 a Villars, piccolo villaggio del dipartimento di Valchiusa, in una agiata famiglia di imprenditori agricoli e di notai. Compì i suoi primi studi nel collegio di Apt dove il suo insegnante di disegno non mancò di notare il suo talento. Ma la cosa non ebbe seguito e Guigou continuò a disegnare e poi dipingere come autodidatta, per passione. Dal 1854 al 1861 lo troviamo infatti impiegato nello studio di un notaio di Marsiglia.
In occasione dell'Expo del 1855, Guigou, visitando il padiglione della pittura, scoprì le opere di Gustave Courbet e ne rimase molto colpito. La pittura di Courbet lo influenzerà per tutto il periodo della sua permanenza a Marsiglia. Conobbe anche Émile Loubon, che lo prese come allievo e gli aprì le porte dei Salon che lui stesso organizzava.
Alla morte di Loubon (1863), Guigou lasciò definitivamente Marsiglia per stabilirsi a Parigi. Lì frequentò il Café Guerbois, luogo di riunione di numerosi artisti impressionisti, e divenne amico di Frédéric Bazille, di Alfred Sisley e di Claude Monet. Guigou trasse molti preziosi insegnamenti dalla conoscenza degli artisti e dallo stesso fertile ambiente culturale parigino di quegli anni, tuttavia le sue pitture restarono sostanzialmente delle rappresentazioni dell'Alta Provenza, sempre calme e distese, che egli ritrovava ogni estate, quando ritornava nella sua terra d'origine. I suoi paesaggi luminosissimi consistono spesso in vasti panorami e in visioni ampie, nelle quali il cielo di Provenza, sempre di un azzurro splendente, assume un ruolo e una dimensione fondamentale. I suoi temi prediletti si estendevano dalle garrighe del Luberon alle sponde della Durance, dal Plan-d'Orgon a Saint-Saturnin-lès-Apt, dalle colline d’Allauch ai laghetti di Berre.  I suoi quadri vennero regolarmente esposti al Salon di Parigi, dal 1863 al 1870. 
Paul Guigou morì a soli 37 anni, colpito da un'apoplessia. Dopo la sua scomparsa le sue opere furono dimenticate per trent'anni e solo in occasione dell'Expo del 1900 furono riscoperte. Nel 1900 alcune retrospettive allestite a Parigi e a Marsiglia permisero di far conoscere meglio la figura e l'opera di questo artista provenzale.
I quadri di Paul Guigou sono visibili in Francia principalmente al Museo d'Orsay di Parigi, al Museo di belle arti di Marsiglia e al Museo d'arte di Tolone. La più recente esposizione dei lavori di Guigou, tenutasi al Museo Marmottan-Monet di Parigi dall'ottobre del 2004 al febbraio del 2005, ha riunito 118 delle sue opere, fra tele, acquarelli e disegni.

## Opere
Elenco parziale delle opere conservate nelle collezioni pubbliche.
- Cannes, Museo de la Castre: 
  - Collines de Provence
- Marsiglia, Museo delle belle arti:
  - Les Collines d’Allauch, 1862, olio su tela, 108x199 cm
  - Lavandière au ruisseau, 1862, olio su tela, 38x56 cm
  - Les Grands saules, 1864, olio su tela
  - Les Pins au bord de la Durance, 1869, olio su tela, 23x45 cm
- Tolone, Museo d'arte di Tolone:
  - Le chemin de la colline, olio su tela, 40x47.5 cm
  - Bords de l'Arc, olio su tela, 26x41 cm
- Parigi, Museo d'Orsay:
  - La Lavandière, 1860, olio su tela, 81x59 cm
  - Route de la Gineste, près de Marseille, 1859, olio su tela

## Galleria d'immagini

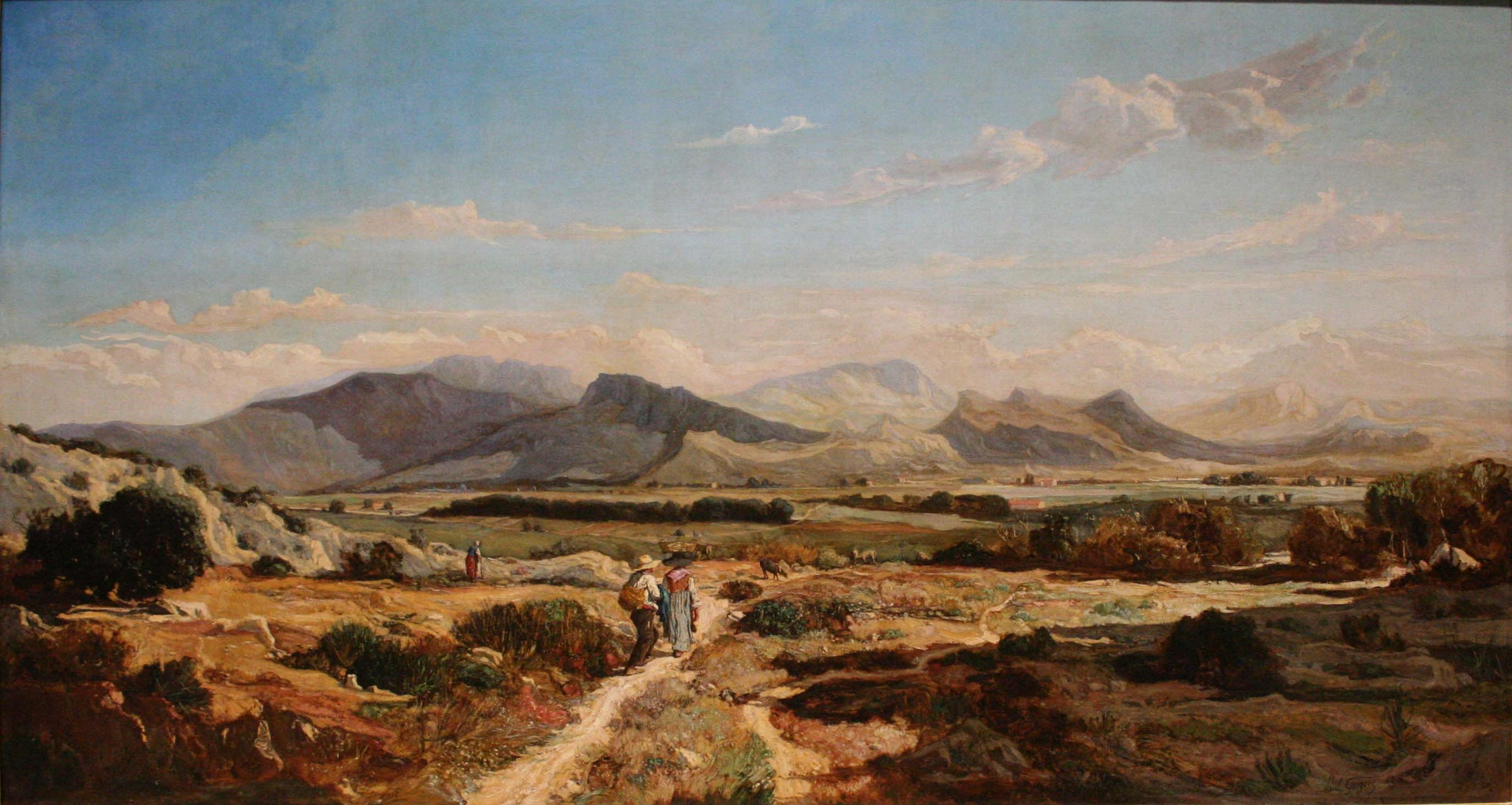
Le colline d'Allauch (1862) Museo di belle arti di Marsiglia
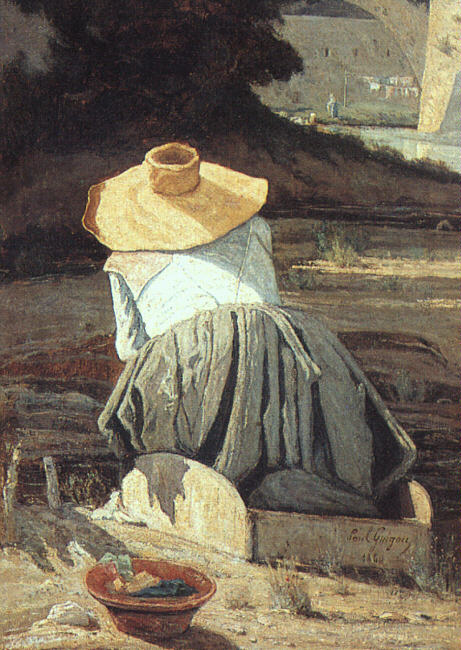
La Lavandaia (1860) Parigi, Musée d'Orsay
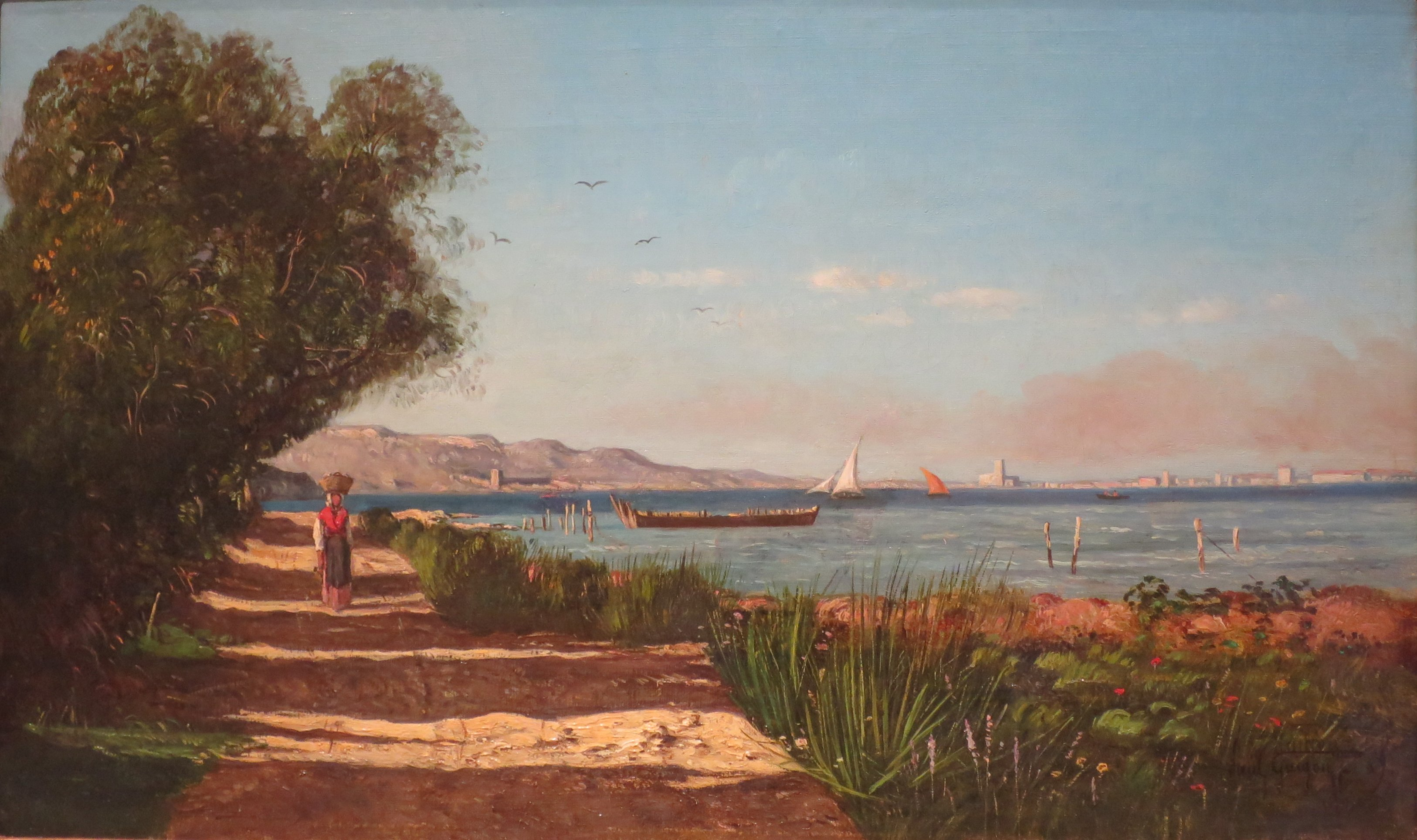
Paesaggio di Martigues (1869) Pasadena, Norton Simon Museum
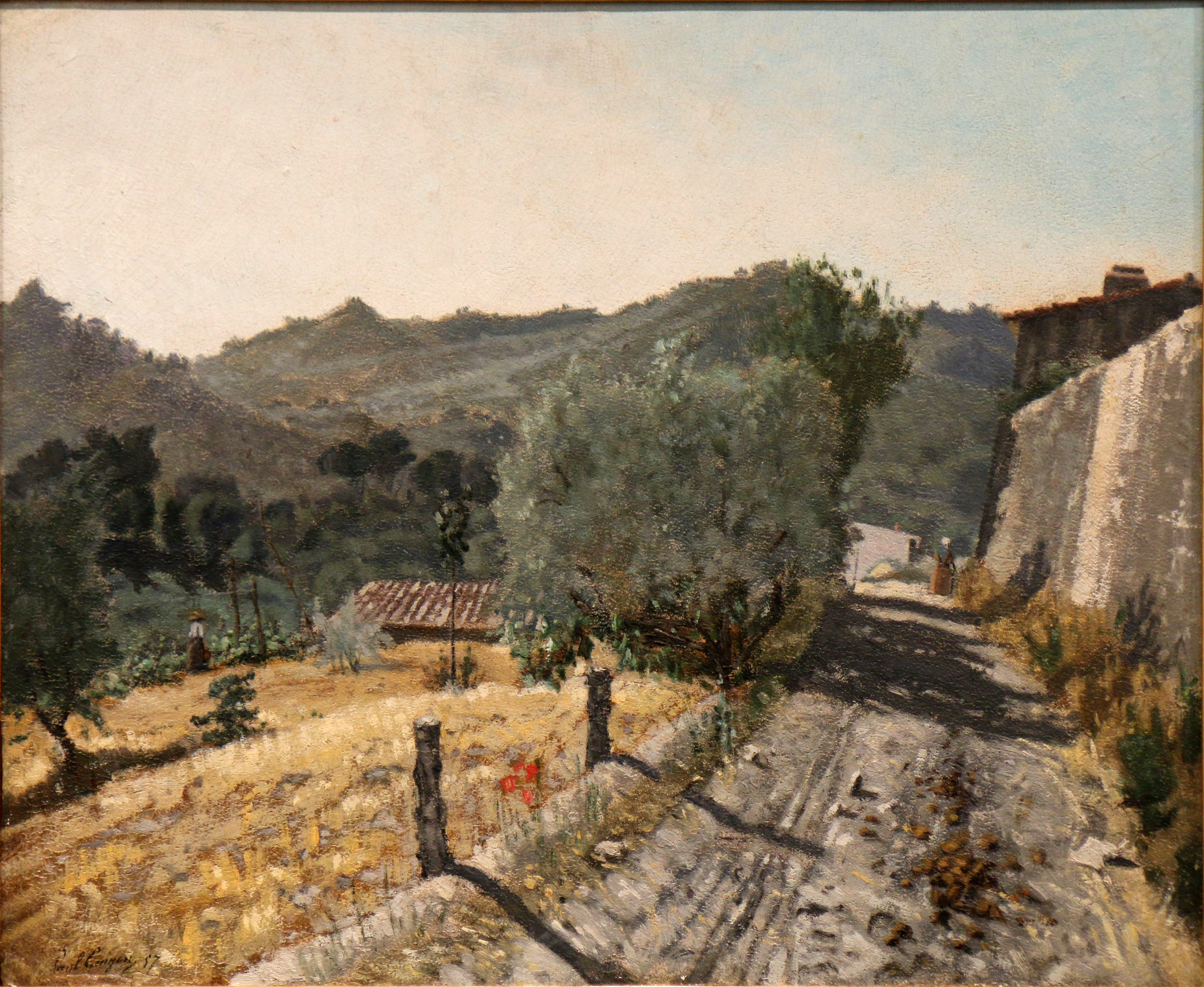
Il sentiero nella collina Museo d'arte di Tolone
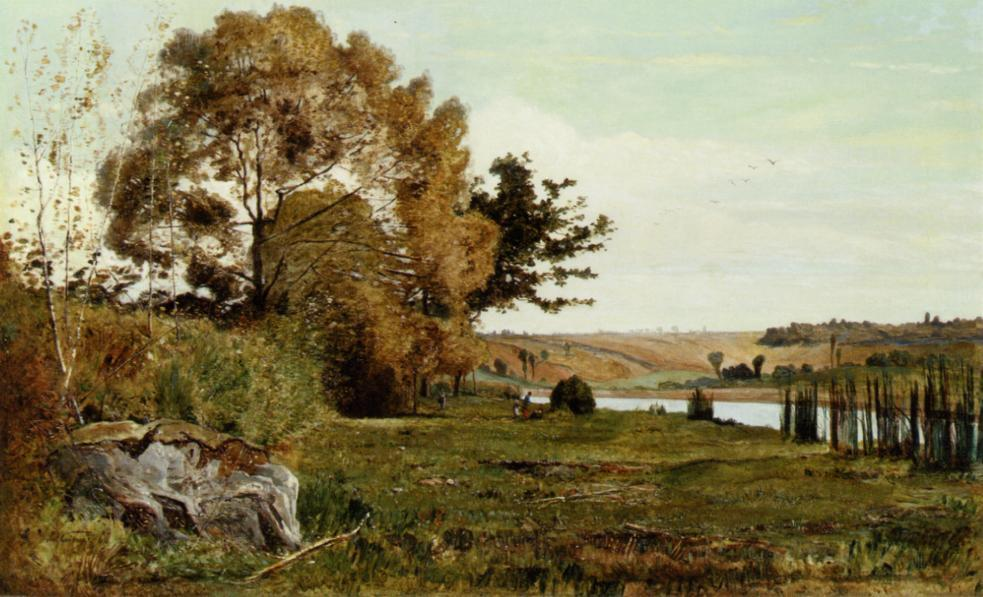
Mattino d'autunno (1865)
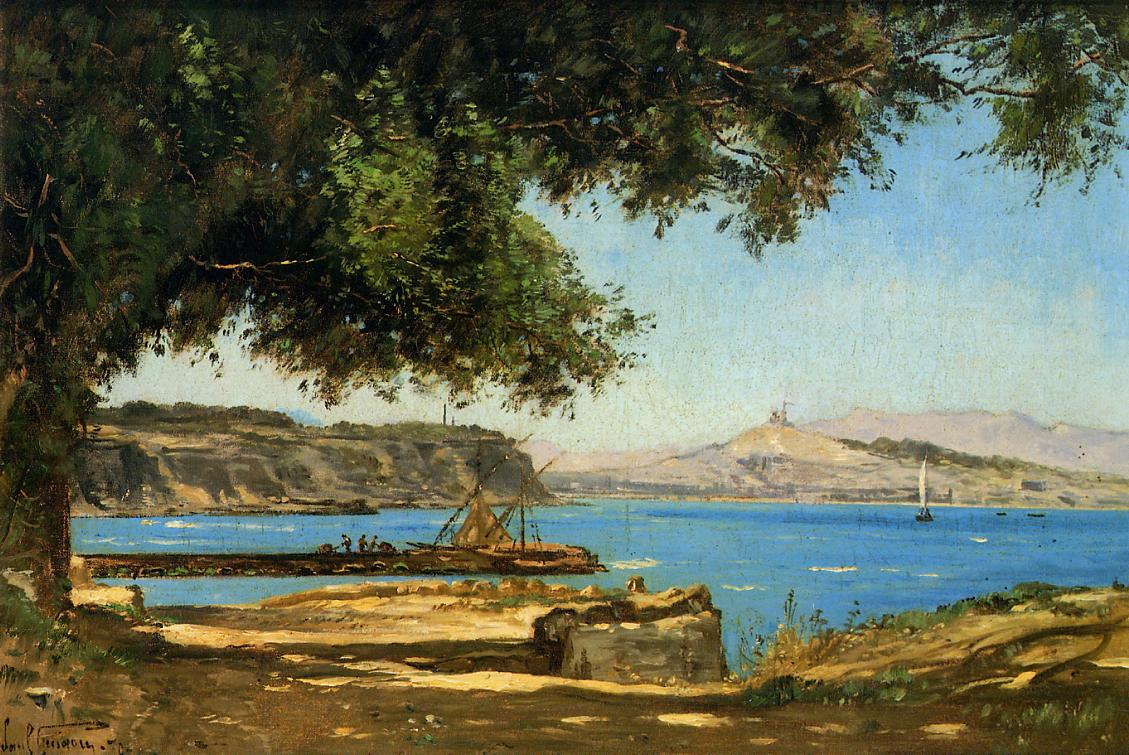
Tamerici sul mare presso Marsiglia (1871)